# Andretti Autosport
Andretti Autosport je američka automobilistička momčad koja se trenutno natječe u IndyCar, Indy Lights i Formula E prvenstvu. Momčad je osnovana 1993. kao Forsythe Green Racing.

## Poveznice
- andrettiautosport.com